# Тридцать семь рублей пятьдесят копеек — сто франков
Тридцать семь рублей пятьдесят копеек — сто франков — донативная (подарочная) монета с двойным обозначением номинала: в российской валюте — 37 рублей 50 копеек и во французской — 100 франков.

## История и версии относительно целей чеканки
Чеканка осуществлена на Санкт-Петербургском монетном дворе в 1902 году. Тираж монеты составил 235 (по некоторым данным — 236) экземпляров. Точная цель выпуска монеты сегодня неизвестна. По одной из версий, которую высказал В. В. Уздеников, это была пробная монета, массовый выпуск которой должен был сделать её монетой для заграничных платежей, однако массовый тираж монеты выпущен не был. По другой — это была «специальная подарочная» монета. Президент Французской республики Эмиль Лубэ в мае 1902 года готовился посетить Россию. Возможно монета предназначалась для подарков особо приближенным лицам, участвовавшим в торжествах и протокольных церемониях по поводу пребывания в столице высокой делегации, и её чеканка служила укреплению дружественных отношений России с Францией. Изготовленные экземпляры были подарены членам царской семьи: 200 экземпляров отданы императрице Александре Федоровне, 25 экземпляров — Великому князю Георгию Михайловичу, 10 экземпляров — Великому князю Владимиру Александровичу. Специально для Эрмитажа в 1904 году был отчеканен ещё один экземпляр без изменения даты.

## Описание монеты
Монета выполнена из золота 900 пробы. Лигатурный вес монеты составляет 32,26 г. Вес чистого золота 29,03 г. Диаметр 33,5 мм. По своим характеристикам и оформлению монета была полностью идентична ещё двум донативным монетам номиналом в 25 рублей, выпущенным в 1895 (с датой 1896 г.) и 1908 годах. По неизвестным причинам на гурте монеты вместо знака минцмейстера Санкт-Петербургского монетного двора прокатана пятиконечная звёздочка, являвшаяся знаком Парижского двора.

#### Аверс
Аверс монеты 37 рублей 50 копеек — 100 франков содержит профильный портрет Николая II, обращённый влево. Слева от профиля снизу вверх полукругом вдоль канта надпись: «Б. М.НИКОЛАЙ II ИМПЕРАТОРЪ». Справа от профиля также по окружности вдоль канта сверху вниз надпись: «И САМОДЕРЖЕЦЪ ВСЕРОСС.». Кант по всему периметру аверса монеты украшен зубчатым орнаментом.

#### Реверс
На реверсе монеты внутри точечного кругового орнамента размещён герб Российской империи — двуглавый орёл, коронованный двумя императорскими коронами, над которыми Большая императорская корона с двумя развевающимися концами ленты Ордена Святого апостола Андрея Первозванного. На груди орла герб московский: Святой великомученик и победоносец Георгий на коне, поражающий дракона копьём. Вокруг щита цепь ордена святого Андрея Первозванного. На крыльях орла размещены щиты с гербами Царства Казанского, Царства Польского, Царства Херсонеса Таврического, соединённый герб Великих княжеств Киевского, Владимирского и Новгородского, Царства Астраханского, Царства Сибирского, Царства Грузинского и Княжества Финляндского. В лапах орла — скипетр и держава. Вдоль канта, с внешней стороны точечного кругового орнамента круговая надпись: «❀ 37 РУБЛЕЙ 50 КОПѢЕКЪ. 1902 Г. ❀ 100 ФРАНКОВЪ». По всему периметру реверса монеты — зубчатый орнамент. 

#### Гурт
Гурт монеты содержит надпись «ЧИСТАГО ЗОЛОТА 6 ЗОЛОТНИКОВ 77,4 ДОЛИ ★».

## Новодел
В 1990 году на Ленинградском монетном дворе в медно-никелевом исполнении, тиражом 50 000 штук были изготовлены реплики монеты 37 рублей 50 копеек — 100 франков. М. И. Смирнов писал о них: «… к новоделам, впрочем, с некоторой натяжкой, можно отнести изготовленные в 1990 году в медно-никелевом сплаве монеты с двойным обозначением номинала: „37 рублей 50 копеек — 100 франков“ 1902 года, отнесенные нумизматами к разряду донативных … Для обозначения их „новодельности“ на оборотной стороне проставлена литера „Р“, в данном случае расшифровываемая, как реплика или повторение».